# مايكل ألين (لاعب كريكت)
ميخائيل ألين (7 يناير 1933 في المملكة المتحدة - 6 أكتوبر 1995) (بالإنجليزية: Michael Allen)‏ هو لاعب كريكت بريطاني. لعب مع نادي مقاطعة ديربيشاير للكريكت ‏ ونادي مقاطعة نورثامبتونشير للكريكت ‏ ونادي مارليبون للكريكت ‏.

## وصلات خارجية
- هذه المقالة غير مرتبط بويكي بيانات